# Anacamptis timbali
Anacamptis timbali är en orkidéart som först beskrevs av Josef Velenovský, och fick sitt nu gällande namn av H.Kretzschmar, Eccarius och Helga Dietrich. Anacamptis timbali ingår i släktet salepsrötter, och familjen orkidéer. Inga underarter finns listade i Catalogue of Life.